# Lee Jun-young
Lee Jun-young (tiếng Hàn: 이준영; sinh ngày 22 tháng 1 năm 1997) còn được biết đến với nghệ danh Jun, là một ca sĩ, rapper và diễn viên người Hàn Quốc. Vào tháng 6 năm 2014, anh ra mắt với tư cách là thành viên của U-KISS. Đến tháng 10 năm 2017, anh tham gia chương trình sinh tồn The Unit, trong đó anh đã đứng ở vị trí đầu tiên và trở thành thành viên của nhóm dự án UNB.
Ngoài các hoạt động cùng nhóm, anh còn tham gia nhiều bộ phim truyền hình khác nhau, nổi bật là Avengers Social Club (2017), marking his career breakthrough, Goodbye to Goodbye (2018), Class of Lies (2019), Good Casting (2020), Please Don't Date Him (2020), Imitation (2021), Let Me Be Your Knight (2021) và May I Help You? (2022)

## Danh sách đĩa nhạc

### Đĩa mở rộng
| Tiêu đề | Chi tiết album | Vị trí xếp hạng | Số lượng bán        |
| Tiêu đề | Chi tiết album | Nhật Bản        | Số lượng bán        |
| ------- | --- | --------------- | ------------------- |
| 22      | - Phát hành: 22 tháng 1, 2020 - Nhãn: Avex Trax - Định dạng: CD, tải nhạc Track list 1. Come Alive 2. Be Your Man 3. I'm in Love with You 4. Gravity 5. My Way (feat. Reddy) 6. Circle of Love | 18              | - JPN: 3,649 (Phy.) |

### Album đơn
| Tiêu đề | chi tiết album | Vị trí xếp hạng | Số lượng bán |
| Tiêu đề | chi tiết album | KOR             | Số lượng bán |
| ------- | --- | --------------- | ------------ |
| Gallery | - Phát hành: 5 tháng 12, 2019 - Nhãn: NH Media - Định dạng: CD, tải nhạc Track list 1. Curious About U (궁금해) 2. Mirror 3. Tell | 36              | - KOR: 2,404 |

### Đĩa đơn

#### Là nghệ sĩ chính
| Tiêu đề                                                                                            | Năm      | Vị trí xếp hạng | Vị trí xếp hạng | Số lượng bán       | Album               |
| Tiêu đề                                                                                            | Năm      | KOR             | JPN             | Số lượng bán       | Album               |
| Hàn Quốc                                                                                           | Hàn Quốc | Hàn Quốc        | Hàn Quốc        | Hàn Quốc           | Hàn Quốc            |
| -------------------------------------------------------------------------------------------------- | -------- | --------------- | --------------- | ------------------ | ------------------- |
| "Tell"                                                                                             | 2019     | —               | —               | Không được tiết lộ | Gallery             |
| "Curious About U" (궁금해)                                                                         | 2019     | —               | —               | Không được tiết lộ | Gallery             |
| "Amen"                                                                                             | 2020     | —               | —               | Không được tiết lộ | Đĩa đơn ngoài album |
| Nhật Bản                                                                                           |          |                 |                 |                    |                     |
| "Phenomenal World"                                                                                 | 2019     | —               | 12              | - JPN: 10,124      | Đĩa đơn ngoài album |
| "Happiness"                                                                                        | 2019     | —               | —               | —                  | Đĩa đơn ngoài album |
| "My Way" (feat. Reddy)                                                                             | 2019     | —               | —               | —                  | 22                  |
| "—" biểu thị các bản phát hành không lọt vào bảng xếp hạng hoặc không được phát hành ở khu vực đó. |          |                 |                 |                    |                     |

#### Là nghệ sĩ tiêu biểu
| Tiêu đề                                                            | Năm  | Album               |
| ------------------------------------------------------------------ | ---- | ------------------- |
| "Love Me" (Lee Hae-ri feat. Jun)                                   | 2017 | Đĩa đơn ngoài album |
| "Abstract" (SOLIDEMO feat. Jun)                                    | 2017 | Đĩa đơn ngoài album |
| "Winter Wonderland" (Kyrielle Lee Gyu-in, Choi Byung-mo feat. Jun) | 2017 | Đĩa đơn ngoài album |

### Cộng tác
| Tiêu đề                                     | Năm  | Album               |
| ------------------------------------------- | ---- | ------------------- |
| "Don't Know Why" (với Shion Miyawaki và AK) | 2018 | Đĩa đơn ngoài album |

### Nhạc phim
| Tiêu đề                                            | Năm  | Album                             |
| -------------------------------------------------- | ---- | --------------------------------- |
| "Ziugae" (지우개)                                  | 2018 | King of Mask Singer Tập 152       |
| "Because It's You" (너라서)                        | 2018 | Goodbye to Goodbye OST            |
| "My Love To You" (내사랑 투유) (với Kei)           | 2019 | Chart Show Again - The Winner Is? |
| "Let's Make Love" (사랑하자) (với Soyeon (Laboum)) | 2020 | Good Casting OST                  |
| "To You Who Will Be Tired" (지쳐있을 너에게)       | 2020 | Please Don't Date Him OST         |
| "A Fine Day" (다시 오늘)                           | 2022 | May I Help You? OST               |

## Danh sách phim

### Phim
| Năm  | Tiêu đề                   | Vai          | Ghi chú          | Ref.          |
| ---- | ------------------------- | ------------ | ---------------- | ------------- |
| 2016 | More Painful than Sadness | Lee Yun-ho   | Chưa phát hành   |               |
| 2022 | Tình yêu và trói buộc     | Jung Ji-hoo  | phim của Netflix | [ 8 ]         |
| 2023 | Brave Citizen             | Han Soo-gang |                  | [ 9 ]         |
| 2024 | Badland Hunters           | Choi ji-wan  | phim của Netflix | [ 10 ] [ 11 ] |

### Phim truyền hình
| Năm       | Tiêu đề                          | Vai                      | Ghi chú       | Ref.          |
| --------- | -------------------------------- | ------------------------ | ------------- | ------------- |
| 2017      | Avengers Social Club             | Lee Soo-gyum             |               |               |
| 2018      | Goodbye to Goodbye               | Han Min-soo              |               |               |
| 2019      | Class of Lies                    | Yoo Beom-jin             | Viki          |               |
| 2020      | Giả danh                         | Kang Woo-won             |               |               |
| 2020      | Cửa hàng tiện lợi Saet Byul      | Học sinh cấp 3           | Cameo (Tập 2) |               |
| 2020–2021 | Please Don't Date Him            | Jung Kook-hee            |               |               |
| 2021      | Imitation                        | Kwon Ryok                |               | [ 12 ]        |
| 2021–2022 | Let Me Be Your Knight            | Yoon Tae-in              |               | [ 13 ]        |
| 2022      | May I Help You?                  | Butler Kim / Kim Tae-hee | Amazon Prime  | [ 14 ]        |
| 2024      | Dreaming of a Freaking Fairytale | Moon Cha-min             | TVING         | [ 15 ]        |
| TBA       | Melo Movie                       | Hong Si-jun              |               | [ 16 ] [ 17 ] |

### Phim chiếu mạng
| Năm  | Tiêu đề                           | Vai            | Ghi chú | Ref.   |
| ---- | --------------------------------- | -------------- | ------- | ------ |
| 2021 | Truy bắt lính đào ngũ             | Jung Hyun-min  | Mùa 1   | [ 18 ] |
| 2023 | Mask Girl                         | Choi Bu-yong   | Cameo   | [ 19 ] |
| 2024 | The Impossible Heir               | Kang In-ha     |         | [ 20 ] |
| 2024 | Dreaming of a Freaking Fairy Tale | Moon Cha-min   |         | [ 21 ] |
| 2024 | When Life Gives You Tangerines    |                |         | [ 22 ] |
| 2025 | Weak Hero Class 2                 | Geum Seong-jae |         | [ 23 ] |

### Chương trình truyền hình
| Năm  | Tiệ đề   | Vai        | Ghi chú | Ref. |
| ---- | -------- | ---------- | ------- | ---- |
| 2017 | The Unit | Chính mình |         |      |